# Trận công hãm Đức An
Trận công hãm Đức An (tiếng Trung: 德安之戰, Đức An chi chiến) là một trận đánh công thành giữa quân nổi dậy do Lý Hoành (李橫) chỉ huy với quân triều đình nhà Tống diễn ra vào năm 1132 tại thành phủ Đức An (nay thuộc phía đông Hồ Bắc, Trung Quốc). Trận chiến được các tài liệu ghi nhận sự xuất hiện của hỏa thương, tổ tiên đầu tiên của súng cá nhân, sử dụng lần đầu trong lịch sử chiến tranh thế giới.

## Bối cảnh
Sau sự biến Tĩnh Khang, hai vua Tống Huy Tông và Tống Khâm Tông cùng hầu hết hoàng gia và triều thần bị quân Kim đưa về Bắc. Các đại thần còn lại tôn hoàng tử Triệu Cấu, vừa trốn thoát được, lên ngôi hoàng đế tại phủ Ứng Thiên, sử gọi là nhà Nam Tống. Tuy nhiên, các triều thần không nhất trí, thường xuyên tranh chấp, gây bất ổn triều đình, dẫn đến binh biến Miêu, Lưu. Bên cạnh đó, quân Kim thường xuyên Nam hạ, đánh tan tác quân Tống. Triều đình nhà Tống phải nhiều lần di chuyển, liên tục rút dần về phương Nam.
Sau khi chiếm được miền Bắc Trung Nguyên, năm 1130, Kim Thái Tông sắc phong cho hàng thần Lưu Dự làm "Đại Tề Hoàng đế", chia Hoàng Hà phía nam thuộc quyền thống trị của Đại Tề, lấy phủ Đại Danh làm kinh đô. Tuy nhiên, Lưu Dự kiêu sa dâm dục, phung phí vô độ, vơ vét tàn bạo, gây ra sự căm phẫn tột độ của nhân dân Nam Tống và những người dân sống dưới ách thống trị của nhà Tề. Khởi nghĩa chống Kim nổ ra liên tiếp ở lưu vực sông Hoàng Hà, quân Lưu Dự không cách nào trấn áp nổi.
Về phía Nam Tống, năm 1131, triều Tống ổn định được kinh đô mới ở phủ Lâm An. Năm 1132, một thủ lĩnh quân nổi dậy là Tang Trọng quy hàng triều đình Nam Tống, dâng thư xin hợp tác với chư tướng mà khôi phục Trung Nguyên. Tống Cao Tông nghe theo, phong Tang Trọng làm Tiết chế quân mã, chiêu mộ quân mã các châu quận để chuẩn bị khôi phục các châu đang bị Lưu Dự chiếm giữ.
Tuy nhiên sau đó Tang Trọng bị Tri Dĩnh châu Hoắc Minh nghi ngờ và giết chết. Bộ tướng của Tang Trọng là Tri Đặng châu Lý Hoành nổi loạn, đuổi đánh Hoắc Minh. Quân nổi dậy nhanh chóng kiểm soát Tương Dương phủ và các châu Đặng, Tùy, Dĩnh, Trục, hội quân tiến về phủ Đức An.

## Trận chiến

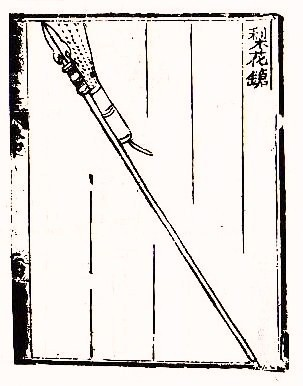
Một hỏa thương được mô tả trong Hỏa Long Kinh.

Theo sách "Thủ thành lục" do chính tướng thủ thành Trần Quy ghi chép, Thang Châu bổ túc, Lý Hoành (hiệu là Cửu ca ca) thống lĩnh quân mã của Tương Dương phủ và các châu Đặng, Tùy, Dĩnh, cùng với bách tính của Trục châu, ước tính khoảng 5-6.000 người, cộng với binh mã bản bộ khoảng 4.000 người, tiến về thành phủ Đức An. Ngày 13 tháng Sáu (âm lịch) năm 1132, quân Lý Hoành tiến sát thành Đức An hạ trại, đóng thành 70 trại lớn nhỏ. Mỗi trại đều có vọng lâu quan sát động tĩnh trong thành, ban ngày lấy kỳ hiệu, ban đêm lấy hỏa hiệu thông tin lẫn nhau để tiếp ứng. Đại trại của Lý Hoành đóng bên ngoài Tây thành.
Rạng sáng ngày mùng 3 tháng Bảy (âl), quân Lý Hoành khởi sự công thành. Quân nổi dậy lấp hào thành, dùng các vân thê (雲梯, tức thang dài) ồ ạt công thành. Tướng thủ thành là Hán Dương quân Trấn phủ sứ Trần Quy (陳規) đốc suất quân dân trong thành ra sức chống cự. Trước đó, ông đã cho xây dựng các ụ che trên mặt thành nhằm che giấu các hoạt động phòng thủ trong thành trước sự quan sát của các vọng lâu, đồng thời che chắn cho binh sĩ trên mặt thành khỏi các cuộc tấn công bằng cung tên. Khi cuộc công thành diễn ra, Trần Quy không màng nguy hiểm, ngồi trên thành lâu chỉ huy quân dân thủ thành hiệu quả. Ông ra lệnh cho đốt cháy các đoạn hào thành, đồng thời cho các binh sĩ giữ mặt thành dùng thương dài, câu liêm ngăn không cho các vân thê áp sát mặt thành. Đến cuối ngày, quân vây thành phải tạm ngừng cuộc tấn công, bỏ lại hơn 60 bộ vân thê.
Quân vây thành đổi chiến thuật. Trong vòng 10 ngày, các thợ mộc, thợ rèn và thợ da từ các khu vực lân cận được trưng dụng để chế tạo các tháp công thành di động gọi là "thiên kiều" (天橋, cầu trên trời), được dùng khi công thành có thể tiếp cận vào tường thành để binh sĩ thực hiện cuộc tấn công trực tiếp ngay trên mặt thành. Ngoài ra, nhiều khí cụ công thành mới cũng được chế tạo bổ sung như vân thê, đỗng tử (洞子, xe có mái che gỗ để che đỡ cho quân công thành), tam sao đại pháo (三梢大砲, thực chất là các máy bắn đá)... Ngày 4 tháng Tám (âl), quân Lý Hoành cho tập trung khí cụ công thành ở ngoài góc Tây Nam thành, chuẩn bị tấn công. Sáng ngày 5, Lý Hoành cho quân công thành, dùng 7 cỗ máy bắn đá bắn phá mặt thành, hỗ trợ cho quân vào lấp hào thành, dùng các vân thê, thiên kiều và đỗng tử ồ ạt tấn công. Quân giữ thành sử dụng các tấm mộc che lớn để hạn chế sức bắn phá của máy bắn đá, đồng thời dùng một hỏa khí mới gọi là "trúc chế hỏa thương" (竹制火槍), còn gọi là "trường trúc can hỏa thương" (長竹竿火槍), đốt cháy các khí cụ công thành của quân nổi dậy. Tuy nhiên, trong thành cũng thiệt hại nặng nề.
Quân công thành liên tục đi vào thế bế tắc trước sự kiên cường của quân giữ thành. Thành Đức An bị vây hãm hơn 70 ngày, trong thành nội lương thảo cạn kiệt, bản thân Trần Quy cũng bị thương ở chân. Để gia tăng sĩ khí, Trần Quy đã cho xuất gia tư để chi quân lương, binh sĩ phấn chấn liều chết cùng ông thủ thành. Ngoài thành, tình hình quân nổi dậy cũng không khá hơn. Lương thảo cạn kiệt, buộc Lý Hoành phải chia bớt một bộ phận quân mã để lùng sục tìm kiếm thức ăn, làm giảm đi sức công thành.
Ngày 15 tháng Tám (âl), triều đình chiêu an Lý Hoành, gửi công văn đến các ty trấn phủ sứ của Tương Dương phủ và các châu Đặng, Tùy, Dĩnh châu thông báo sung Lý Hoành làm Tương, Đặng, Tùy, Dĩnh châu Trấn phủ sứ. Lý Hoành nhân cơ hội tìm cách rút lui trong danh dự, sai người vào thành, thông báo với Trần Quy sẽ rút quân nếu Trần Quy gửi cống nạp một kỹ nữ trong thành. Nhận ra rằng quân vây thành cũng đang ở trong một tình huống khốn đốn khi đề xuất một đề nghị kỳ quặc như vậy, Trần Quy đã từ chối đề nghị này, bất chấp sự thúc ép của các thuộc hạ. Lý Hoành đành tiếp tục ra lệnh công thành. Ngày 18, quân vây thành cho lấp các hào thành. Đến ngày 19, Lý Hoành tung quân đánh cả 4 mặt thành, trong đó tập trung hơn hơn 30 bộ thiên kiều cùng 60 bộ vân thê công thành ở hướng Tây Nam. Tuy nhiên, Trần Quy đã sử dụng trận hỏa ngưu (火牛, thực ra là các bó tre và cỏ khô, đốt cháy và ném lăn vào quân địch), tấn công vào trận của quân công thành, gây hỗn loạn. Đồng thời, ông cũng sử dụng một đội cảm tử gồm 60 binh sĩ sử dụng hỏa thương lẻn ra khỏi cửa Tây thành, đốt phá các tháp công thành. Quân vây thành tổn thất nặng nề nên Lý Hoành đành ra lệnh rút quân ngay trong đêm. Thành Đức An được giải vây.

## Ý nghĩa
Trận Đức An được nhiều nhà nghiên cứu lịch sử quân sự công nhận đánh dấu một bước chuyển biến quan trọng, ghi nhận sự xuất hiện loại hỏa khí cá nhân hỏa thương, tổ tiên của các loại súng cá nhân thời hiện đại. Tài liệu "Thủ thành lục" do chính tướng thủ thành Đức An là Trần Quy ghi chép và được Thang Châu bổ túc, đã ghi lại rất chi tiết trận chiến cũng như mô tả các khí cụ chiến tranh. Chính với tài liệu này, sử liệu đã ghi nhận sự xuất hiện lần đầu tiên của hỏa thương cũng như chiến thuật sơ khai của loại vũ khí này trong lịch sử chiến tranh.
Sách "Thủ thành lục" chép sự xuất hiện cũng như chiến thuật sử dụng của hỏa thương như sau:
| “                                       | ...Lấy hỏa pháo dược chế tạo ra 20 bộ trường trúc can hỏa thương, cùng với trường thương, câu liêm, cứ 2 người dùng một bộ, khi thiên kiều đến gần thành, sẽ tấn công cả trên lẫn dưới." | ” |
| — Thang Châu, "Thủ thành lục", quyển 4. | |   |

| “                                       | ...Triệt hạ các thiên kiều, không để chúng đến gần thành trong vòng một trượng. Tấn công cả trên lẫn dưới bằng hỏa thương, trường thương và câu liêm, buộc những người đẩy thiên kiều phải lùi lại hơn 50 bộ, cùng với các dây kéo thiên kiều" | ” |
| — Thang Châu, "Thủ thành lục", quyển 4. | |   |

Các nhà nghiên cứu cũng ghi nhận bước ngoặt trong lịch sử vũ khí thuốc súng khi "hỏa dược" (火藥, từ dùng trong tiếng Trung chỉ chung các loại hóa chất cháy, trong đó bao gồm thuốc súng) của các loại hỏa thương được mô tả bằng một từ mới: "hỏa pháo dược" (火炮藥, từ chuyên dùng để chỉ thuốc súng). Điều này có thể ngụ ý việc sử dụng một loạt hỏa dược mới mạnh mẽ hơn, hoặc đơn giản là một sự thừa nhận về ứng dụng quân sự chuyên biệt của thuốc súng. Peter Lorge cho rằng "bột nổ" này có thể nén lại, khiến nó khác biệt với hỏa dược thông thường. Bằng chứng về hỏa pháo dược cũng chỉ ra sự xuất hiện của chúng vào khoảng thời gian "hỏa dược" đang trong quá trình chuyển đổi, được ghi trong các sách cổ.
Vũ khí hỏa thương tiếp tục được sử dụng trong quân sự Trung Quốc vào thế kỷ thứ 12. Thậm chí chúng còn được ghi nhận sự phát triển của chúng vào năm 1163, khi tướng trấn thủ Hải Châu của nhà Tống là Ngụy Thắng (魏胜) đã chế tạo ra loại "hỏa thạch pháo" (火石砲, loại hỏa thương ngắn và lớn hơn, chế tạo bằng đồng), có khả năng bắn ra những viên đạn bằng đá. Chúng được lắp trên các chiến xa được gọi là "Như ý mã xa" (如意戰車), trong đó có hỏa pháo nhô ra khỏi lớp bảo vệ ở hai bên, dùng bảo vệ các cỗ máy bắn đá di động chuyên ném đá lửa. Với sự bành trướng của nhà Nguyên, chiến thuật sử dụng "hỏa súng" (火銃, thuật ngữ để chỉ hỏa pháo thời nhà Nguyên) lan rộng đến châu Âu, được cải tiến thành súng hỏa mai vào thế kỷ 15, từ đó hình thành các loại súng trường cá nhân hiện đại ngày nay.